# Leptomorphus bifasciatus
Leptomorphus bifasciatus är en tvåvingeart som först beskrevs av Thomas Say 1824.  Leptomorphus bifasciatus ingår i släktet Leptomorphus och familjen svampmyggor. Inga underarter finns listade i Catalogue of Life.